# 厚叶钻地风
厚叶钻地风（学名：Schizophragma crassum）为虎耳草科钻地风属下的一个变种。

## 扩展阅读
維基物種上的相關：厚叶钻地风